# Star Wars: Skeleton Crew
Star Wars: Skeleton Crew is een liveactionserie in het Star Wars-universum op het streamingplatform Disney+. De serie werd bedacht door Jon Watts en Christopher Ford, en geproduceerd door Lucasfilm. Het verhaal speelt zich af in een tijdperk na de film Episode VI: Return of the Jedi tijdens de televisieseries: The Mandalorian, The Book of Boba Fett en Ahsoka.
Vier kinderen geraken verdwaald in het universum op een oude piraten-ruimteschip. Met de hulp van de droid SM-33 en de piraat Jod Na Nawood (Jude Law) trachten ze hun thuisplaneet At Attin terug te vinden. 
De achtdelige serie ging op 2 december 2024 in première op Disney+ met de twee eerste afleveringen. Daarna werd wekelijks een aflevering uitgezonden.

## Rolverdeling
| Acteur                   | Personage       | Seizoen     | Seizoen |
| Acteur                   | Personage       | 1           |         |
| ------------------------ | --------------- | ----------- | ------- |
| Ravi Cabot-Conyers       | Wim             | Hoofdrol    |         |
| Ryan Kiera Armstrong     | Fern            | Hoofdrol    |         |
| Robert Timothy Smith     | Neel            | Hoofdrol    |         |
| Kyrianna Kratter         | KB              | Hoofdrol    |         |
| Jude Law                 | Jod Na Nawood   | Hoofdrol    |         |
| Nick Frost (stem)        | SM-33           | Hoofdrol    |         |
| Dominic Burgess          | Beef            | Terugkerend |         |
| Jaleel White             | Gunter          | Terugkerend |         |
| Tunde Adebimpe           | Wendle          | Terugkerend |         |
| Kerry Condon             | Fara            | Terugkerend |         |
| Fred Tatasciore (stem)   | Brutus          | Terugkerend |         |
| Geneva Carr              | Nooma           | Terugkerend |         |
| Sisa Grey                | Kona            | Terugkerend |         |
| Marti Matulis            | Vane            | Terugkerend |         |
| M.J. Kang                | Garree          | Terugkerend |         |
| Cass Buggé               | Maree           | Terugkerend |         |
| Dale Soules              | Chaelt          | Terugkerend |         |
| Alia Shawkat (stem)      | Kh'ymm          | Terugkerend |         |
| Stephen Fry (stem)       | The Supervisor  | Terugkerend |         |
| Kelly Macdonald          | Pokkit          | Terugkerend |         |
| Julie Ann Emery          | Hotelier        | Terugkerend |         |
| Hala Finley              | Hayna           | Bijrol      |         |
| Mathieu Kassovitz        | General Strix   | Bijrol      |         |
| Paloma Garcia-Lee        | Melna           | Gastrol     |         |
| Alan Resnick             | Tuut Orial      | Gastrol     |         |
| Anthony Atamanuik (stem) | Fry Cook        | Gastrol     |         |
| John Gemberling (stem)   | Pirate Customer | Gastrol     |         |
| Alfred Molina (stem)     | Benjar Pranic   | Gastrol     |         |
| Patrick Seitz (stem)     | Cthallops       | Gastrol     |         |
| Jacob Roanhaus           | Glerb           | Gastrol     |         |
| John Hodgman (stem)      | Snobbius Snee   | Gastrol     |         |

## Afleveringen
| Nr. | Titel                                       | Regisseur                      | Schrijver                    | Releasedatum     |
| 1   | This Could Be a Real Adventure              | Jon Watts                      | Christopher Ford & Jon Watts | 2 december 2024  |
| 2   | Way, Way Out Past the Barrier               | David Lowery                   | Christopher Ford & Jon Watts | 2 december 2024  |
| 3   | Very Interesting, as an Astrogation Problem | David Lowery                   | Christopher Ford & Jon Watts | 10 december 2024 |
| 4   | Can't Say I Remember No At Attin            | Daniel Kwan & Daniel Scheinert | Christopher Ford & Jon Watts | 17 december 2024 |
| 5   | You Have a Lot to Learn About Pirates       | Jake Schreier                  | Myung Joh Wesner             | 24 december 2024 |
| 6   | Zero Friends Again                          | Bryce Dallas Howard            | Myung Joh Wesner             | 31 december 2024 |
| 7   | We're Gonna Be in So Much Trouble           | Lee Isaac Chung                | Christopher Ford & Jon Watts | 7 januari 2025   |
| 8   | The Real Good Guys                          | Jon Watts                      | Christopher Ford & Jon Watts | 13 januari 2025  |
| --- | ------------------------------------------- | ------------------------------ | ---------------------------- | ---------------- |